# Тракийски университет (Турция)
Вижте пояснителната страница за други значения на Тракийски университет.
Тракийският университет (на турски: Trakya Üniversitesi) е университет в Одрин (Едирне), Турция. Университетът е основан на 20 юли 1982 и към 2007 г. има около 20 000 студенти. В университета има медицински, инженерно-архитектурен, селскостопански и филологически факултет.

## Галерия
- Конгресен център на Тракийския университет
- Аула на Конгресния център
- Музей на здравеопазването Darüşşifa (издигнат през 1488 г.), част от Медицинския факултет
- Жп гара Одрин, Ректорат на Тракийския университет (1998-2011)